# Changle

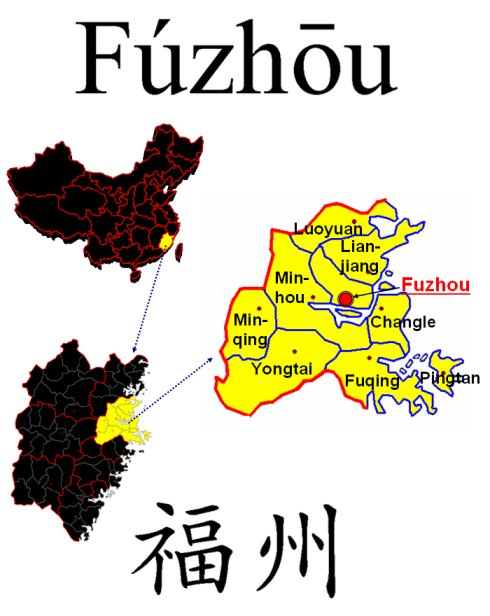
Gliederung der bezirksfreien Stadt Fuzhou

Changle (chinesisch 長樂區 / 长乐区, Pinyin Chánglè qu – „lange Freude“ Min Dong: Diòng-lŏ̤h) ist ein Stadtbezirk der bezirksfreien Stadt Fuzhou der chinesischen Provinz Fujian.
Der Stadtbezirk erstreckt sich über eine Fläche von 754,3 km², und die Einwohnerzahl beträgt 790.262 (Stand: 2020).

## Administrative Gliederung Changles
Auf Gemeindeebene setzt sich Changle aus vier Straßenvierteln, zwölf Großgemeinden und zwei Gemeinden zusammen. Diese sind:
- Straßenviertel Wuhang (吴航街道), Zentrum, Sitz der Stadtregierung;
- Straßenviertel Hangcheng (航城街道);
- Straßenviertel Zhanggang (漳港街道);
- Straßenviertel Yingqian (营前街道);
- Großgemeinde Shouzhan (首占镇);
- Großgemeinde Yutian (玉田镇);
- Großgemeinde Songxia (松下镇);
- Großgemeinde Jiangtian (江田镇);
- Großgemeinde Guhuai (古槐镇);
- Großgemeinde Wenwusha (文武砂街道);
- Großgemeinde Heshang (鹤上镇);
- Großgemeinde Hunan (湖南镇);
- Großgemeinde Jinfeng (金峰镇);
- Großgemeinde Wenling (文岭镇);
- Großgemeinde Meihua (梅花镇);
- Großgemeinde Tantou (潭头镇);
- Gemeinde Luolian (罗联乡);
- Gemeinde Houyu (猴屿乡).

## Bevölkerung

### Ethnische Gliederung der Bevölkerung Changles (2000)
Der Zensus im Jahr 2000 zählte für Changle 689.815 Einwohner.
| Name des Volkes | Einwohner | Anteil  |
| --------------- | --------- | ------- |
| Han             | 687.916   | 99,72 % |
| Mandschu        | 473       | 0,07 %  |
| She             | 248       | 0,04 %  |
| Miao            | 199       | 0,03 %  |
| Tujia           | 190       | 0,03 %  |
| Dong            | 140       | 0,02 %  |
| Zhuang          | 133       | 0,02 %  |
| Mongolen        | 99        | 0,01 %  |
| Hui             | 84        | 0,01 %  |
| Bouyei          | 82        | 0,01 %  |
| Sonstige        | 251       | 0,04 %  |

### Sprache
Im Umfeld von Changle wird neben dem Hochchinesischen (Putonghua) auch Changlehua gesprochen. Changlehua ist ein Abzweig des chinesischen Dialekts Min Dong Hua.

### Diaspora
Es leben zahlreiche Auswanderer aus Changle im nordamerikanischen Raum. Das Zentrum der US-amerikanischen Diaspora liegt in New York City, dadurch entstand das Stadtviertel Little Fuzhou. Die Stadtregierung von Fuzhou schätzt die Bevölkerung aus Changle im Ausland auf 700.000.

### Immigranten
Im Bezirk Changle leben rund 200.000 Arbeiter mit Migrationshintergrund, diese stammen meist aus der Provinz Sichuan. 

## Verkehr

### Luftfahrt
Der Fuzhou Changle International Airport ist der gemeinsame Flughafen von Fuzhou und Changle. Er liegt im Unterbezirk Zhanggang (ehemals Zhanggang Town) von Changle. Der Flughafen bedient das gesamte nördliche Gebiet Fujians und bietet regelmäßige Linienflüge zu vielen nationalen und internationalen Zielen an.

### Wichtige Autobahnen
- Airport Express Way (Mautstraße),
- Shenghai Express Way und
- Fujian Provincial Highways S201 und S203

### Eisenbahnen
Am 26. Dezember 2020 wurde die 88,5 km lange Bahnstrecke Fuzhou-Pingtan von Fuzhou bis zur Insel Pingtan eröffnet. Die Bahnstrecke verläuft durch Changle und hält an drei Stationen innerhalb des Bezirks Changle. (Changle, Changle Ost und Changle Süd).

### U-Bahn
Die Linie 6 der U-Bahn Fuzhou bedient Teile der Stadt Changle.
| Name der Station                             | Name der Station       | Stationslage           | Stationenentfernung (Meter) | Standort               | Transfer               | Inbetriebnahme         |
| Erster Streckenverlauf                       | Erster Streckenverlauf | Erster Streckenverlauf | Erster Streckenverlauf      | Erster Streckenverlauf | Erster Streckenverlauf | Erster Streckenverlauf |
| -------------------------------------------- | ---------------------- | ---------------------- | --------------------------- | ---------------------- | ---------------------- | ---------------------- |
| Yingqian                                     | 营前                   | Oberirdisch            | 6427                        | Stadt Changle          | Keine weiteren Linien  | 28. August 2022        |
| Hangcheng                                    | 航城                   | Unterirdisch           | 2166                        | Stadt Changle          | Keine weiteren Linien  | 28. August 2022        |
| Zhenghe                                      | 郑和                   | Unterirdisch           | 1338                        | Stadt Changle          | Keine weiteren Linien  | 28. August 2022        |
| Shiyang                                      | 十洋                   | Unterirdisch           | 842                         | Stadt Changle          | Keine weiteren Linien  | 28. August 2022        |
| Wuhang                                       | 吴航                   | Unterirdisch           | 1421                        | Stadt Changle          | Keine weiteren Linien  | 28. August 2022        |
| Heshang                                      | 鹤上                   | Unterirdisch           | 1272                        | Stadt Changle          | Keine weiteren Linien  | 28. August 2022        |
| Shajing                                      | 沙京                   | Unterirdisch           | 1172                        | Stadt Changle          | Keine weiteren Linien  | 28. August 2022        |
| Lianhua                                      | 莲花                   | Unterirdisch           | 2283                        | Stadt Changle          | Keine weiteren Linien  | Stillgelegt            |
| Xiawu                                        | 下吴                   | Unterirdisch           | 1334                        | Stadt Changle          | Keine weiteren Linien  | 28. August 2022        |
| Hujing                                       | 壶井                   | Unterirdisch           | 920                         | Stadt Changle          | Keine weiteren Linien  | Stillgelegt            |
| Wanshou                                      | 万寿                   | Unterirdisch           | 1367                        | Stadt Changle          | Keine weiteren Linien  | 28. August 2022        |
| Zweiter Streckenverlauf (im Bau)             |                        |                        |                             |                        |                        |                        |
| Wansha/Fuzhou No.3 High School Binhai Campus | 万沙·滨海三中          | Unterirdisch           | 923                         | Stadt Changle          | █ Linie 12 (Im Bau)    | Im Bau                 |
| Binhai CBD                                   | 滨海中央商务区         | Unterirdisch           | 1466                        | Stadt Changle          | █ Linie F1 (Im Bau)    | Im Bau                 |
| Shawei                                       | 沙尾                   | Unterirdisch           | 677                         | Stadt Changle          | Keine                  | Im Bau                 |
| Wenwusha/International School                | 文武砂·国际学校        | Unterirdisch           | 780                         | Stadt Changle          | █ Linie 12 (Planung)   | Im Bau                 |
| Shibakongzha                                 | 十八孔闸               | Unterirdisch           | 1765                        | Stadt Changle          | Keine                  | Im Bau                 |